# Božo Petrov
Božo Petrov (ur. 16 października 1979 w Metkoviciu) – chorwacki polityk, psychiatra i samorządowiec, burmistrz miasta Metković, lider partii Most, w 2016 wicepremier w rządzie Tihomira Oreškovicia, od 2016 do 2017 przewodniczący Zgromadzenia Chorwackiego.

## Życiorys
Jako nastolatek planował wstąpić do zakonu franciszkanów, ostatecznie zrezygnował z tego pomysłu. Ukończył szkołę średnią w Sinju, a następnie studia medyczne na Uniwersytecie w Mostarze. Specjalizował się w zakresie psychiatrii w szpitalu klinicznym w Zagrzebiu, następnie praktykował w szpitalu uniwersyteckim w Mostarze.
W 2012 zaangażował się w działalność polityczną, stając na czele działającego początkowo tylko regionalnie ugrupowania Most. W 2013 z powodzeniem wystartował w wyborach na burmistrza rodzinnej miejscowości, otrzymując w drugiej turze głosowania blisko 68% głosów.
W 2014 zadeklarował zorganizowanie ogólnokrajowego komitetu wyborczego, mającego stanowić alternatywę dla dwóch głównych chorwackich ugrupowań – SDP i HDZ. W wyborach w 2015 kierowany przez niego Most zajął trzecie miejsce za opozycyjną centroprawicą i rządzącą centrolewicą, uzyskując w Zgromadzeniu Chorwackim VIII kadencji 19 mandatów, z których jeden przypadł Božo Petrovowi.
Doprowadził do zawarcia koalicji rządowej z centroprawicową koalicją skupioną wokół Chorwackiej Wspólnoty Demokratycznej, która na premiera wysunęła kandydaturę bezpartyjnego menedżera Tihomira Oreškovicia. 22 stycznia 2016 został wicepremierem w nowo powołanym gabinecie. W przedterminowych wyborach w tym samym roku z powodzeniem ubiegał się o poselską reelekcję.
14 października 2016 na pierwszym posiedzeniu Zgromadzenia Chorwackiego IX kadencji w ramach porozumienia Mostu i Chorwackiej Wspólnoty Demokratycznej został wybrany na nowego przewodniczącego parlamentu. Pełnił tę funkcję do 5 maja 2017. W 2020 i 2024 był wybierany na kolejne kadencje Zgromadzenia Chorwackiego.